# Grand Prix automobile du Brésil 2013
GP précédent
Le Grand Prix automobile du Brésil 2013 (Formula 1 Grande Prêmio Petrobras do Brasil 2013), disputé le 24 novembre 2013 sur le Circuit d'Interlagos, est la 897e épreuve du championnat du monde de Formule 1 courue depuis 1950. Il s'agit de la quarante et unième édition du Grand Prix du Brésil comptant pour le championnat du monde de Formule 1 et la dix-neuvième manche du championnat 2013.
Depuis les premiers essais du vendredi, la pluie noie le circuit d'Interlagos. Il en est de même lors des qualifications où la troisième manche est même retardée de plus d'une demi-heure, une averse rendant la piste totalement impraticable. Lors de la dernière phase qualificative, les pilotes s'élancent en pneus « pleine pluie » avant de rapidement passer aux « pneus intermédiaires », plus performants. Ainsi chaussé, Sebastian Vettel réalise sa neuvième pole position de la saison en créant des écarts importants; c'est aussi la quarante-cinquième de sa carrière. Le quadruple champion du monde allemand est accompagné en première ligne par son compatriote Nico Rosberg ; Fernando Alonso devance Mark Webber en deuxième ligne ; Lewis Hamilton, cinquième temps, est en troisième ligne avec Romain Grosjean, meilleur temps lors de la deuxième manche qualificative.
Surpris par Nico Rosberg au départ, Sebastian Vettel reprend la tête de la course à la fin du premier tour ; il conserve cette position jusqu'à l'arrivée malgré un second arrêt au stand catastrophique qui lui fait perdre une bonne partie de son avance. Le quadruple champion du monde allemand porte à neuf succès le record de victoires consécutives sur une saison et égale la série d'Alberto Ascari à cheval sur les championnats 1952 et 1953. En obtenant sa treizième victoire de l'année (la trente-neuvième de sa carrière), il égale le record de Michael Schumacher établi en 2004. Mark Webber achève sa carrière en Formule 1 avec le meilleur tour en course ; en franchissant la ligne d'arrivée dix secondes après son coéquipier, il permet à Red Bull Racing d'obtenir son seizième doublé. 
Fernando Alonso, dépassé deux fois en piste par Webber, prend les points de la troisième place et Felipe Massa, pénalisé en course d'un drive-through, se classe septième pour son dernier Grand Prix avec l'écurie italienne ; cela ne permet pourtant pas à Ferrari de ravir la seconde place du championnat à Mercedes qui s'assure le rang de dauphin grâce à Nico Rosberg, cinquième, et Lewis Hamilton, neuvième. McLaren Racing obtient son meilleur résultat de la saison avec Jenson Button, quatrième, et Sergio Pérez, sixième. Nico Hülkenberg, huitième, et Daniel Ricciardo, dixième, se partagent les derniers points en jeu.
Sebastian Vettel achève la saison avec 155 points d'avance sur Fernando Alonso. Mark Webber, grâce à son résultat brésilien, subtilise la troisième place à Lewis Hamilton (199 points contre 189 points). Kimi Räikkönen, forfait lors des deux derniers Grand Prix, se classe cinquième avec 183 points.
Red Bull Racing, avec 596 points, devance Mercedes (360 points) qui a su résister à la menace de Ferrari (354 points) alors que Lotus reste quatrième, compteur bloqué à 315 points ; suivent McLaren (122 points), Force India (77 points), Sauber (57 points), Toro Rosso (33 points) et Williams (5 points). Neuf des onze écuries engagées au championnat ont marqué des points, Marussia et Caterham n'en ayant pas inscrit de la saison.

## Essais libres

### Première séance, le vendredi de 10 h à 11 h 30
| Pos. | Pilote           | Voiture          | Chrono         | Écart     |
| ---- | ---------------- | ---------------- | -------------- | --------- |
| 1    | Nico Rosberg     | Mercedes         | 1 min 24 s 781 |           |
| 2    | Lewis Hamilton   | Mercedes         | 1 min 25 s 230 | + 0 s 449 |
| 3    | Sebastian Vettel | Red Bull-Renault | 1 min 25 s 387 | + 0 s 606 |
| 4    | Jenson Button    | McLaren-Mercedes | 1 min 25 s 391 | + 0 s 610 |
| 5    | Fernando Alonso  | Ferrari          | 1 min 25 s 593 | + 0 s 812 |
| 6    | Mark Webber      | Red Bull-Renault | 1 min 25 s 797 | + 1 s 016 |

La température ambiante est de 19 °C au départ de la première séance d'essais libres du Grand Prix du Brésil, dernière manche du championnat. Comme annoncé par les météorologues locaux, la séance débute sous la pluie, sur une piste mouillée. Pirelli ne peut donc pas soumettre ses prototypes de pneus slicks pour 2014 à l'avis des pilotes qui s'élancent en pneus pleine pluie pour un premier tour d'installation avant de regagner leur stand. Après un quart d'heure, Jenson Button fixe le temps de référence en 1 min 25 s 391,,. 
Comme les conditions de piste s'améliorent, Nico Rosberg tourne en 1 min 24 s 781. Tous les pilotes chaussent alors leurs pneus intermédiaires, sauf Sebastian Vettel qui sort en pneus slicks, au grand étonnement de Lewis Hamilton, incrédule de voir son rival ainsi chaussé sous la pluie. Après un tour de reconnaissance, Vettel rentre au stand puis reprend la piste avec les pneus prototypes de Pirelli afin de mesurer leur impact sur l'aérodynamique de la monoplace,,.  
Tout au long de la séance, les conditions restent stables : pluie permanente plus ou moins intense et bitume plus ou moins détrempé... Nico Rosberg conserve ainsi le meilleur temps de la session devant Hamilton, Vettel, Button et Fernando Alonso. Mark Webber est sixième à plus d'une seconde et devance Sergio Pérez, Daniil Kvyat, Heikki Kovalainen et Nico Hülkenberg. Si de nombreux pilotes sont sortis de la piste, piégés par les conditions météorologiques, aucun n'a touché les rails de protection ni endommagé sa monoplace,,.  
- James Calado, pilote essayeur chez Force India, remplace Paul di Resta lors de cette séance d'essais.
- Daniil Kvyat, pilote essayeur chez Scuderia Toro Rosso, remplace Daniel Ricciardo lors de cette séance d'essais.
- Rodolfo González, pilote essayeur chez Marussia F1 Team, remplace Max Chilton lors de cette séance d'essais.

### Deuxième séance, le vendredi de 14 h à 15 h 30
| Pos. | Pilote            | Voiture            | Chrono         | Écart     |
| ---- | ----------------- | ------------------ | -------------- | --------- |
| 1    | Nico Rosberg      | Mercedes           | 1 min 27 s 306 |           |
| 2    | Sebastian Vettel  | Red Bull-Renault   | 1 min 27 s 531 | + 0 s 225 |
| 3    | Mark Webber       | Red Bull-Renault   | 1 min 27 s 592 | + 0 s 286 |
| 4    | Heikki Kovalainen | Lotus-Renault      | 1 min 28 s 129 | + 0 s 823 |
| 5    | Lewis Hamilton    | Mercedes           | 1 min 28 s 147 | + 0 s 841 |
| 6    | Jean-Éric Vergne  | Toro Rosso-Ferrari | 1 min 28 s 405 | + 1 s 099 |

La température ambiante est de 20 °C au départ de la deuxième séance d'essais libres ; il pleut et la piste est détrempée. La pluie tombant encore plus intensément que lors de la première session, peu de pilotes se risquent en piste, ce qui leur permet d'économiser un train de pneus neufs pour la suite du week-end. Max Chilton, suivi de Jules Bianchi, s'élance le premier après une simulation de départ à la sortie de l'allée des stands puis rentre sans établir de tour chronométré. Heikki Kovalainen fixe ensuite le temps de référence en 1 min 31 s 658 sous des conditions de piste extrêmement difficiles ; il améliore en 1 min 31 s 210 puis 1 min 30 s 537 au terme d'un premier relais de cinq tours,,. 
Après une demi-heure, Mark Webber prend la tête en 1 min 29 s 088 alors que les seuls autres pilotes en piste sont Charles Pic et son coéquipier Giedo Van der Garde. Nico Rosberg améliore de deux dixièmes de seconde pour tourner en 1 min 28 s 873. Romain Grosjean réalise le troisième temps, à plus de six dixièmes de l'Allemand,,. 
Fernando Alonso prend la piste pour la première fois à vingt minutes de la fin de séance, chaussé en pneus intermédiaires alors que tous les autres roulent en pneus pluie. Comme l'Espagnol se hisse en troisième position, à cinq dixièmes de Rosberg, les autres suivent son exemple et entrent en piste avec leurs pneus intermédiaires. Nico Rosberg boucle un tour en 1 min 28 s 693 puis, sur une piste dont la trajectoire idéale s'assèche progressivement, Sebastian Vettel améliore en deux temps (1 min 27 s 993 puis 1 min 27 s 531),,. 
Finalement, Rosberg réalise le meilleur temps en 1 min 27 s 306 et devance Vettel et Webber. Heikki Kovalainen se classe quatrième devant Lewis Hamilton et Jean-Éric Vergne. Comme le matin, plusieurs pilotes sont sortis de la piste mais aucun n'a abîmé sa monoplace,,.

### Troisième séance, le samedi de 11 h à 12 h
| Pos. | Pilote            | Voiture            | Chrono         | Écart     |
| ---- | ----------------- | ------------------ | -------------- | --------- |
| 1    | Mark Webber       | Red Bull-Renault   | 1 min 27 s 891 |           |
| 2    | Romain Grosjean   | Lotus-Renault      | 1 min 28 s 195 | + 0 s 304 |
| 3    | Heikki Kovalainen | Lotus-Renault      | 1 min 28 s 595 | + 0 s 704 |
| 4    | Valtteri Bottas   | Williams-Renault   | 1 min 28 s 600 | + 0 s 709 |
| 5    | Nico Hülkenberg   | Sauber-Ferrari     | 1 min 28 s 830 | + 0 s 939 |
| 6    | Jean-Éric Vergne  | Toro Rosso-Ferrari | 1 min 28 s 921 | + 1 s 030 |

La température ambiante est de 21 °C sur l'Autodromo José Carlos Pace d'Interlagos au départ de la dernière session d'essais libres. Après deux séances très pluvieuses la veille, le circuit est à nouveau détrempé et les équipes doivent encore faire face à des précipitations abondantes. En début de séance, Esteban Gutiérrez, chaussé de pneus pluie, est seul en piste au volant de sa Sauber. Il s'élance pour une série de sept tours, fixe le temps de référence en 1 min 34 s 837 et améliore en 1 min 34 s 671 puis 1 min 34 s 129,,.  
Lorsque Gutiérrez rentre au stand, il laisse la piste déserte pendant une vingtaine de minutes. Lewis Hamilton, Fernando Alonso et Felipe Massa sortent effectuer un tour d'installation mais rentrent immédiatement, sans prendre le risque de boucler un tour lancé. Hamilton, piégé, sort de la piste à Juncao (virage no 13) avant de rejoindre son stand. Alonso quitte son cockpit et rejoint son motorhome, estimant qu'il est impossible de rouler sans risquer d'endommager sa monoplace avant les qualifications,,.
À la mi-séance, les pilotes Scuderia Toro Rosso, Daniel Ricciardo et Jean-Éric Vergne se lancent en piste pour un tour d'évaluation. Ils constatent que la pluie est moins forte qu'en début de séance, ce qui incite Jules Bianchi et son coéquipier Max Chilton à s'élancer. Bianchi prend la tête du classement grâce à un tour bouclé en 1 min 33 s 412. Peu après, Valtteri Bottas, sur Williams, améliore en 1 min 32 s 772,,.
Alors qu'il ne reste que vingt minutes, Sebastian Vettel prend la piste pour la première fois et place sa Red Bull en tête avec une demi-seconde d'avance sur Bottas (1 min 31 s 857). Les conditions de roulage s'améliorent au fur et à mesure que les monoplaces assèchent la trajectoire idéale, ce qui permet à Gutiérrez de tourner en 1 min 31 s 121 puis à Hamilton d'améliorer en 1 min 29 s 980,,. 
Nico Rosberg, Jenson Button et Felipe Massa s'alignent sur la position d'Alonso et renoncent à effectuer un tour chronométré bien que les conditions de piste s'améliorent. De ce fait, ils économisent au maximum leurs allocations en pneus. À dix minutes du drapeau à damier, certains se relancent en pneus intermédiaires. Ainsi chaussé, à huit minutes du terme, Mark Webber prend la tête en deux temps (1 min 29 s 493 puis 1 min 27 s 891). Romain Grosjean et Heikki Kovalainen se placent juste derrière lui dans les derniers instants de la séance,,.

## Séance de qualifications

### Résultats des qualifications

#### Session Q1
La pluie est toujours présente au début de la première phase de la séance de qualifications, mais seulement au niveau du troisième secteur du circuit d'Interlagos. Comme une trajectoire idéale sèche s'est dessinée au fil des essais libres, les pilotes s'élancent immédiatement, tous en pneus intermédiaires, car ils savent que la pluie doit redoubler d'intensité dans les prochaines minutes. Lewis Hamilton établit le temps de référence en 1 min 25 s 342 et devance Sebastian Vettel de quelques millièmes de seconde,,.
Alors que la piste s'assèche au fur et à mesure du passage des monoplaces, Mark Webber est gêné par Fernando Alonso dans son tour lancé et doit poursuivre sur sa lancée pour s'assurer de son passage en Q2. Les pilotes en piste annoncent ensuite par radio que les conditions de piste se dégradent sur l'ensemble du tracé. Jean-Éric Vergne, sixième temps des derniers essais libres, est maintenu dans les stands par son écurie alors qu'il risque une élimination précoce,,.   
Heikki Kovalainen, quatorzième à la mi-séance, reste en piste pour améliorer ses performances, comme Daniel Ricciardo et Pastor Maldonado qui le suivent au classement provisoire. Tandis que personne ne parvient à hausser son rythme de pilotage et que la piste est presque vide, Vergne s'élance et, malgré une monoplace qui glisse excessivement, réalise une bonne performance dans le dernier secteur, prend le dessus sur son coéquipier et, pour quelques millièmes de seconde, accède à la deuxième partie des qualifications. Kovalainen améliore ses performances dans chacun des trois secteurs du circuit et réalise le cinquième temps de la session dans ses derniers instants,,.  
Les pilotes éliminés sont Max Chilton et son coéquipier Jules Bianchi, Giedo van der Garde et son coéquipier Charles Pic, Esteban Gutiérrez et Pastor Maldonado,,.

#### Session Q2
Si la piste est toujours humide, elle permet désormais d'envisager d'utiliser les pneus intermédiaires au lieu des gommes typées « pleine pluie ». Les Mercedes Grand Prix n'attendent pas pour se lancer en piste puisqu'elles font le pied de grue au bout de la voie des stands en attendant l'ouverture de la piste. Elles sont rejointes par les monoplaces de la Scuderia Ferrari, de Red Bull Racing, de Lotus F1 Team et de McLaren Racing. Nico Rosberg fait rapidement monter ses pneus en température et fixe le temps de référence en 1 min 26 s 626 ; il devance de quatre dixièmes de seconde son coéquipier Lewis Hamilton,,.
Sebastian Vettel améliore en deux temps (1 min 26 s 515 puis 1 min 26 s 449) et s'empare du commandement tandis que Fernando Alonso atteint la quatrième place, à sept dixièmes de seconde de son rival allemand. La pluie s'intensifie et détrempe progressivement la piste, ce qui réduit l'efficacité des pneus intermédiaires. Nico Hülkenberg, seizième temps provisoire après plusieurs tours lancés, est en passe d'être éliminé, ainsi que les deux Force India d'Adrian Sutil et de Paul di Resta, les deux McLaren de Jenson Button et Sergio Pérez et Valtteri Bottas,,.   
Le retour de nombreuses monoplaces en piste en fin de session provoque une amélioration des conditions d'adhérence, ce dont profite Felipe Massa qui accède au sixième rang et Hülkenberg qui quitte la zone d'élimination. Romain Grosjean, Vettel et Alonso ressortent avec un train de pneus neufs et tous améliorent, notamment dans le dernier secteur, le plus détrempé de la piste. Grosjean prend la tête en 1 min 26 s 161 alors que son coéquipier Heikki Kovalainen est repoussé hors des dix premières places. Sergio Pérez part à la faute et tape le muret du virage no 5 quelques instants avant le drapeau à damier,,.   
Les pilotes éliminés sont Adrian Sutil et son coéquipier Paul di Resta, Jenson Button et son coéquipier Pérez, Bottas et Kovalainen,,.
À l'issue de la session, les mécaniciens de McLaren Racing procèdent au remplacement de la boîte de vitesses de Sergio Pérez. Le Mexicain a perdu le contrôle de sa McLaren MP4-28, est parti en tête-à-queue et a tapé de l'arrière droit dans le mur de béton au niveau de la roue ; sous le choc, l'arbre de transmission a endommagé la boîte de vitesses. Pérez est sanctionné d'un recul de cinq places sur la grille de départ car sa boîte de vitesses ne lui a pas permis de réaliser quatre Grands Prix consécutifs. Pour son dernier Grand Prix avec McLaren, Pérez partira en dix-neuvième position,.

#### Session Q3
La pluie redouble d'intensité à la fin de la phase Q2 et la voiture médicale est envoyée en piste afin d'évaluer les conditions de roulage. Les commissaires de course décident de repousser le départ de la phase Q3 de dix minutes. Alors qu'il pleut de plus en plus, le départ est une nouvelle fois repoussé de dix minutes. Bien que la pluie se calme, la session est décalée une troisième fois afin de laisser le temps au circuit de se drainer. La direction de la course annonce ensuite que le départ sera donné à 15 h 25 ; il est finalement fixé à 15 h 30,  après une nouvelle inspection des conditions de piste par les commissaires de course officiels de la FIA,,.
Les pilotes se relancent en piste dès son ouverture, tous chaussés de pneus pluie. Mark Webber établit le temps de référence en 1 min 29 s 216 mais il est battu par son coéquipier Sebastian Vettel qui tourne en 1 min 28 s 830. Les Mercedes de Nico Rosberg et Lewis Hamilton s'intercalent entre les Red Bull alors que Romain Grosjean, très rapide dans le premier secteur, choisit de ne pas boucler son tour et se précipite au stand pour tenter le pari d'une tentative en pneus intermédiaires : le Français prend la tête du classement en 1 min 27 s 773 et est alors imité par tous ses rivaux,,.
Vettel et Webber rentrent aux stand pour chausser les pneus intermédiaires et se relancent immédiatement pour une seconde tentative. Vettel reprend la tête en 1 min 26 s 479 et devance de plus d'une seconde son coéquipier dans les mêmes conditions. Fernando Alonso, Nico Rosberg, Webber, Hamilton et Grosjean se tiennent en deux dixièmes,,.
Dans les derniers instants de la séance, Rosberg chasse Alonso de la deuxième position. Vettel améliore à nouveau et réalise la pole position en 1 min 26 s 479. Il devance Rosberg, Alonso, Webber, Hamilton, Grosjean et Daniel Ricciardo ; suivent Jean-Éric Vergne, Felipe Massa et Nico Hülkenberg,,.

### Grille de départ
| Pos.                                                                                      | Pilote              | Écurie               | Qualifications 1 | Qualifications 2 | Qualifications 3 |
| ----------------------------------------------------------------------------------------- | ------------------- | -------------------- | ---------------- | ---------------- | ---------------- |
| 1                                                                                         | Sebastian Vettel    | Red Bull-Renault     | 1 min 25 s 381   | 1 min 26 s 420   | 1 min 26 s 479   |
| 2                                                                                         | Nico Rosberg        | Mercedes             | 1 min 25 s 556   | 1 min 26 s 626   | 1 min 27 s 102   |
| 3                                                                                         | Fernando Alonso     | Ferrari              | 1 min 26 s 656   | 1 min 26 s 590   | 1 min 27 s 539   |
| 4                                                                                         | Mark Webber         | Red Bull-Renault     | 1 min 26 s 689   | 1 min 26 s 963   | 1 min 27 s 572   |
| 5                                                                                         | Lewis Hamilton      | Mercedes             | 1 min 25 s 342   | 1 min 26 s 698   | 1 min 27 s 677   |
| 6                                                                                         | Romain Grosjean     | Lotus-Renault        | 1 min 26 s 453   | 1 min 26 s 161   | 1 min 27 s 737   |
| 7                                                                                         | Daniel Ricciardo    | Toro Rosso-Ferrari   | 1 min 27 s 209   | 1 min 27 s 078   | 1 min 28 s 052   |
| 8                                                                                         | Jean-Éric Vergne    | Toro Rosso-Ferrari   | 1 min 27 s 124   | 1 min 27 s 363   | 1 min 28 s 081   |
| 9                                                                                         | Felipe Massa        | Ferrari              | 1 min 26 s 817   | 1 min 27 s 049   | 1 min 28 s 109   |
| 10                                                                                        | Nico Hülkenberg     | Sauber-Ferrari       | 1 min 26 s 071   | 1 min 27 s 441   | 1 min 29 s 582   |
| 11                                                                                        | Heikki Kovalainen   | Lotus-Renault        | 1 min 26 s 266   | 1 min 27 s 456   |                  |
| 12                                                                                        | Paul di Resta       | Force India-Mercedes | 1 min 26 s 275   | 1 min 27 s 798   |                  |
| 13                                                                                        | Valtteri Bottas     | Williams-Renault     | 1 min 26 s 790   | 1 min 27 s 974   |                  |
| 14                                                                                        | Sergio Pérez        | McLaren-Mercedes     | 1 min 26 s 741   | 1 min 28 s 269   |                  |
| 15                                                                                        | Jenson Button       | McLaren-Mercedes     | 1 min 26 s 398   | 1 min 28 s 308   |                  |
| 16                                                                                        | Adrian Sutil        | Force India-Mercedes | 1 min 26 s 874   | 1 min 28 s 586   |                  |
| 17                                                                                        | Pastor Maldonado    | Williams-Renault     | 1 min 27 s 367   |                  |                  |
| 18                                                                                        | Esteban Gutiérrez   | Sauber-Ferrari       | 1 min 27 s 445   |                  |                  |
| 19                                                                                        | Charles Pic         | Caterham-Renault     | 1 min 27 s 843   |                  |                  |
| 20                                                                                        | Giedo van der Garde | Caterham-Renault     | 1 min 28 s 320   |                  |                  |
| 21                                                                                        | Jules Bianchi       | Marussia-Cosworth    | 1 min 28 s 366   |                  |                  |
| 22                                                                                        | Max Chilton         | Marussia-Cosworth    | 1 min 28 s 950   |                  |                  |
| Temps minimal à réaliser pour la qualification : 1 min 31 s 315 (107 % de 1 min 25 s 342) |                     |                      |                  |                  |                  |

- Sergio Pérez, auteur du quatorzième temps des qualifications, reçoit une pénalité de cinq places pour avoir changé de boîte de vitesses. Il s'élance de la dix-neuvième position sur la grille de départ[18],[19].

## Course

### Déroulement de l'épreuve
La température ambiante est de 19 °C à quelques instants du départ. Contrairement aux journées précédentes, il ne pleut pas et c'est sur une piste sèche que s'alignent les pilotes. Les dix premiers prennent tous le départ en pneus tendres ; Jenson Button, quinzième, est le premier en pneus durs. À l'extinction des feux, Nico Rosberg surprend Sebastian Vettel et négocie le premier virage en tête. Lewis Hamilton, cinquième sur la grille, prend le meilleur sur Mark Webber et Fernando Alonso. Vettel, à l'aspiration derrière Rosberg, reprend l'avantage juste avant de franchir la ligne de chronométrage alors que Fernando Alonso fait la même chose aux dépens d'Hamilton à la faveur d'une vitesse plus importante en ligne droite, Mercedes ayant privilégié les appuis aérodynamiques en configuration pluie,,.
Au premier passage, Vettel précède donc Rosberg, Alonso, Hamilton, Webber, Felipe Massa, Nico Hülkenberg, Romain Grosjean, Daniel Ricciardo, Valtteri Bottas, Button et Jean-Éric Vergne. Quelques instants plus tard, Romain Grosjean abandonne dans un nuage de fumée, victime d'une casse moteur : Lotus F1 Team n'est plus en mesure de conquérir la troisième place du championnat du monde des constructeurs. Sebastian Vettel creuse immédiatement un énorme écart au rythme d'une seconde au tour pendant cinq tours consécutifs.  Webber prend alors l'avantage sur Rosberg, désormais quatrième. Au huitième passage, Vettel compte 6 secondes d'avance sur Alonso, 8 s sur Webber, 10 s sur Rosberg et Hamilton, 11 s sur Massa, 13 s sur Hülkenberg et 15 s sur Button. Les pilotes Mercedes font tout leur possible pour rester au contact d'Alonso car Ferrari est encore en mesure de ravir à Mercedes Grand Prix la deuxième place du championnat,,.  
Jean-Éric Vergne est le premier à passer au stand, dès le onzième tour. Quelques instants plus tard, Mark Webber se retrouve au contact d'Alonso et, immédiatement, le harcèle pour le gain de la seconde place. Au douzième passage, il plonge dans le premier virage et n'a plus que son coéquipier devant lui, mais déjà à plus de dix secondes. Felipe Massa contribue également à la lutte Ferrari/Mercedes en dépassant Rosberg. Désormais cinquième, il peut faire pression sur Hamilton qui le précède. Ricciardo s'arrête au quinzième tour et Heikki Kovalainen au suivant ; entre le dix-huitième et le vingt-sixième tour s'arrêtent Bottas, Adrian Sutil, Massa, Sergio Pérez, Button (qui était pourtant en pneus durs et était remonté jusqu'à la septième place), Hülkenberg, Paul di Resta, Alonso, Hamilton, Jules Bianchi, Rosberg, Esteban Gutiérrez, Webber, Maldonado, Vettel, Giedo van der Garde et Charles Pic,,.  
Alors que Webber est victime d'un arrêt au stand de plus de cinq secondes, Alonso, qui a adopté une tactique différente de ses rivaux en chaussant les pneus durs, réalise le meilleur tour en course, ce qui lui permet de ravir la deuxième place à l'Australien alors que Massa double Hamilton et accède à la quatrième place. Peu après, en dépit de la résistance d'Alonso, Webber repasse en seconde position. Vettel devance ainsi son coéquipier Webber de dix secondes ; suivent Alonso, Massa, Hamilton, Button, Rosberg, Pérez, Hülkenberg, Ricciardo, Sutil, di Resta, Kovalainen, Bottas et Gutiérrez,,. 
Webber réalise le meilleur tour en course au vingt-septième passage et Vettel riposte dès le tour suivant alors que la bataille entre Hamilton et Massa fait rage pour la quatrième place. Le Brésilien écope alors d'un drive-through pour avoir coupé la ligne d'entrée dans la voie des stands et ne reprend la piste qu'en huitième position. Vergne s'arrête pour la deuxième fois, dans le même tour. Sutil s'arrête au trente-huitième tour, Ricciardo au quarante-troisième, Button, Massa, Maldonado au suivant, Rosberg, Pérez au quarante-cinquième et Hülkenberg peu après. Alors que Vettel dispose de 13 secondes d'avance sur Webber, Alonso évolue 6 secondes derrière l'Australien,,.  
Le crachin fait son apparition et commence à rendre la piste humide. Valtteri Bottas est percuté par Hamilton dans la ligne droite de sortie des stands et abandonne, jante arrière gauche cassée ; Hamilton, dont le pneu arrière-droit s'est totalement désintégré dans l'incident, doit rentrer au stand au ralenti en bouclant un tour complet sur trois roues, ce qui endommage son fond plat. Jugé responsable de l'accrochage, le Britannique est pénalisé d'un drive-through et, à son issue, Mercedes ne dispose plus que de 5 points d'avance sur Ferrari au championnat constructeurs,,. 
Profitant de la neutralisation partielle de la course, le drapeau jaune étant déployé pour permettre aux commissaires de piste d'évacuer la monoplace de Bottas, Vettel et Webber se ruent dans les stands ; les mécaniciens, qui disposent des pneus de Webber, ne sont pas prêts à recevoir Vettel qui perd de précieuses secondes. Tandis que les mécaniciens mettent enfin en place les bonnes enveloppes, Webber doit faire la queue derrière son coéquipier. Alonso change également ses pneus et désormais, les trois premiers se tiennent en moins de 7 secondes alors qu'il reste vingt-et-un tours,,. 
Alors que tous les pilotes tournent en pneus pour le sec, la pluie continue de tomber sur certains secteurs du circuit à un peu plus de quinze tours de l’arrivée. Alonso a des difficultés à garder le contact avec Webber, lui-même peu à peu lâché par Vettel. Quatrième, Button est en passe d'obtenir son meilleur résultat de la saison ; il contient Rosberg et Pérez alors que Charles Pic abandonne, victime d'une casse de suspension,,.  
Un énorme nuage noir menace le circuit José Carlos Pace quand Vettel égale le vieux record d'Alberto Ascari en remportant sa neuvième victoire consécutive, la treizième de la saison (record de Michael Schumacher égalé). Mark Webber, pour sa dernière course dans la discipline, prend la deuxième place devant Fernando Alonso ; suivent pour les points Button, Rosberg, Pérez, Massa, Hulkenberg, Hamilton et Ricciardo,,.
Mark Webber fête son départ en parcourant son tour d'honneur sans casque : « Ce n'était pas facile de l'enlever en roulant, j'ai mis un demi-tour avant d'y arriver. Mon Dieu que les F1 sont bruyantes sans casque ! On est heureux de l’avoir en course. [...] Je voulais montrer aux fans que dans ce sport il y a une personne derrière le volant. C'était un geste important. En Formule 1, la seule fois où on vous voit sans casque c'est sur le podium, si vous êtes dans un bon jour. [...] C'est bon de finir sa carrière entre les deux meilleurs pilotes de cette génération que je tiens en très haute estime. Maintenant je suis heureux de partir et de commencer mon programme chez Porsche. »,

Pour leur part, Vettel pour qui cela devient une habitude et Massa pour sa dernière course sur Ferrari, fond des ronds sur le bitume en soulevant des panaches de fumée à travers des séries de Donuts.

### Classement de la course
| Pos. | no | Pilote              | Écurie               | Tours | Temps/Abandon                      | Grille | Points |
| ---- | -- | ------------------- | -------------------- | ----- | ---------------------------------- | ------ | ------ |
| 1    | 1  | Sebastian Vettel    | Red Bull-Renault     | 71    | 1 h 39 min 17 s 148 (198,202 km/h) | 1      | 25     |
| 2    | 2  | Mark Webber         | Red Bull-Renault     | 71    | + 10 s 452                         | 4      | 18     |
| 3    | 3  | Fernando Alonso     | Ferrari              | 71    | + 18 s 913                         | 3      | 15     |
| 4    | 5  | Jenson Button       | McLaren-Mercedes     | 71    | + 37 s 360                         | 14     | 12     |
| 5    | 9  | Nico Rosberg        | Mercedes             | 71    | + 39 s 048                         | 2      | 10     |
| 6    | 6  | Sergio Pérez        | McLaren-Mercedes     | 71    | + 44 s 051                         | 19     | 8      |
| 7    | 4  | Felipe Massa        | Ferrari              | 71    | + 49 s 110                         | 9      | 6      |
| 8    | 11 | Nico Hülkenberg     | Sauber-Ferrari       | 71    | + 1 min 04 s 252                   | 10     | 4      |
| 9    | 10 | Lewis Hamilton      | Mercedes             | 71    | + 1 min 12 s 903                   | 5      | 2      |
| 10   | 19 | Daniel Ricciardo    | Toro Rosso-Ferrari   | 70    | + 1 tour                           | 7      | 1      |
| 11   | 14 | Paul di Resta       | Force India-Mercedes | 70    | + 1 tour                           | 12     |        |
| 12   | 12 | Esteban Gutiérrez   | Sauber-Ferrari       | 70    | + 1 tour                           | 17     |        |
| 13   | 15 | Adrian Sutil        | Force India-Mercedes | 70    | + 1 tour                           | 15     |        |
| 14   | 7  | Heikki Kovalainen   | Lotus-Renault        | 70    | + 1 tour                           | 11     |        |
| 15   | 18 | Jean-Éric Vergne    | Toro Rosso-Ferrari   | 70    | + 1 tour                           | 8      |        |
| 16   | 16 | Pastor Maldonado    | Williams-Renault     | 70    | + 1 tour                           | 16     |        |
| 17   | 22 | Jules Bianchi       | Marussia-Cosworth    | 69    | + 2 tours                          | 21     |        |
| 18   | 21 | Giedo van der Garde | Caterham-Renault     | 69    | + 2 tours                          | 20     |        |
| 19   | 23 | Max Chilton         | Marussia-Cosworth    | 69    | + 2 tours                          | 22     |        |
| Abd. | 20 | Charles Pic         | Caterham-Renault     | 58    | Suspension                         | 18     |        |
| Abd. | 17 | Valtteri Bottas     | Williams-Renault     | 45    | Accrochage                         | 13     |        |
| Abd. | 8  | Romain Grosjean     | Lotus-Renault        | 2     | Moteur                             | 6      |        |

### Pole position et record du tour
- Pole position :  Sebastian Vettel (Red Bull-Renault) en 1 min 26 s 479 (179,378 km/h)[29].
- Meilleur tour en course :  Mark Webber (Red Bull-Renault) en 1 min 15 s 436 (205,637 km/h) au cinquante-et-unième tour[30].

### Tours en tête
- Sebastian Vettel : 71 tours (1-71)[31]

## Classements généraux à l'issue de la course
| Pos.     | Pilote            | Écurie               | Points |
| -------- | ----------------- | -------------------- | ------ |
| Champion | Sebastian Vettel  | Red Bull-Renault     | 397    |
| 2        | Fernando Alonso   | Ferrari              | 242    |
| 3        | Mark Webber       | Red Bull-Renault     | 199    |
| 4        | Lewis Hamilton    | Mercedes             | 189    |
| 5        | Kimi Räikkönen    | Lotus-Renault        | 183    |
| 6        | Nico Rosberg      | Mercedes             | 171    |
| 7        | Romain Grosjean   | Lotus-Renault        | 132    |
| 8        | Felipe Massa      | Ferrari              | 112    |
| 9        | Jenson Button     | McLaren-Mercedes     | 73     |
| 10       | Nico Hülkenberg   | Sauber-Ferrari       | 51     |
| 11       | Sergio Pérez      | McLaren-Mercedes     | 49     |
| 12       | Paul di Resta     | Force India-Mercedes | 48     |
| 13       | Adrian Sutil      | Force India-Mercedes | 29     |
| 14       | Daniel Ricciardo  | Toro Rosso-Ferrari   | 20     |
| 15       | Jean-Éric Vergne  | Toro Rosso-Ferrari   | 13     |
| 16       | Esteban Gutiérrez | Sauber-Ferrari       | 6      |
| 17       | Valtteri Bottas   | Williams-Renault     | 4      |
| 18       | Pastor Maldonado  | Williams-Renault     | 1      |

| Pos.     | Écurie               | Points |
| -------- | -------------------- | ------ |
| Champion | Red Bull-Renault     | 596    |
| 2        | Mercedes             | 360    |
| 3        | Ferrari              | 354    |
| 4        | Lotus-Renault        | 315    |
| 5        | McLaren-Mercedes     | 122    |
| 6        | Force India-Mercedes | 77     |
| 7        | Sauber-Ferrari       | 57     |
| 8        | Toro Rosso-Ferrari   | 33     |
| 9        | Williams-Renault     | 5      |

## Statistiques
Le Grand Prix du Brésil 2013 représente :
- la 45e pole position de sa carrière pour Sebastian Vettel[34] ;
- la 39e victoire de sa carrière pour Sebastian Vettel, sa neuvième consécutive[35] ;
- la 47e victoire pour Red Bull Racing en tant que constructeur[36] ;
- le 16e doublé pour Red Bull Racing en tant que constructeur[37] ;
- la 165e victoire pour Renault en tant que motoriste[38] ;
- le 100e Grand Prix consécutif dans les points pour Renault en tant que motoriste[39] ;
- La 60e et dernière victoire du moteur Renault V8 de 2 400 cm3[40].
- le 215e et dernier Grand Prix de Mark Webber[41].
- le 111e et dernier Grand Prix de Heikki Kovalainen[42].

Lors de ce Grand Prix :
- Sebastian Vettel porte à neuf le record de victoires consécutives au cours d'une même saison[43] ;
- Sebastian Vettel égale le record de treize victoires en une saison établi par Michael Schumacher en 2004 ;
- Jenson Button devient le pilote britannique ayant pris le plus de départs en Formule 1. Il s'élance pour la 247e fois en 251 engagements et bat le précédent record de David Coulthard (246 départs en 247 engagements entre 1994 et 2008)[44] ;
- Pour la première fois en trente-deux ans, McLaren Racing n'a pas obtenu de podium de la saison[45] ;
- Mark Blundell (61 Grands Prix entre 1991 et 1995, trois podiums et 32 points, vainqueur des 24 Heures du Mans 1992, troisième des 12 Heures de Sebring 2003) est nommé assistant des commissaires de course.